# Hammerbach (Wiederitz)
Der Hammerbach ist ein 2,4 km langer, linksseitiger bzw. nordwestlicher Zufluss der Wiederitz in den Stadtgebieten von Dresden und des im Landkreis Sächsische Schweiz-Osterzgebirge gelegenen Freital in Sachsen. Auf rund 350 Metern bildet sein Verlauf die Grenze zwischen beiden Städten. Sein Name leitet sich wahrscheinlich von einem ehemaligen in Hammer ansässigen Hammerwerk ab.

## Verlauf
Der Hammerbach entspringt in der südlichen Dresdner Gemarkung Zöllmen und fließt in nordwestlich-südöstlicher Richtung in das Döhlener Becken ab und dort durch das Stadtgebiet von Freital. In dessen Siedlung Hammer auf Kohlsdorfer Gemarkung westlich des Kirschberges wird der Bach zum Hammerteich angestaut. Danach fließt er durch einige Wohnbaugebiete und mündet schließlich in Höhe des ehemaligen Zauckeroder Bahnhofs der stillgelegten Schmalspurbahn Freital-Potschappel–Nossen in die dort von Westen kommende Wiederitz.

## Nutzung
Der Hammerteich wurde in den 1920er Jahren von den Inhabern des Gasthofes Kohlsdorf als Freibad ausgebaut. Die Einrichtung wurde jedoch nicht wie gewünscht angenommen, sodass der Badebetrieb wieder eingestellt werden musste.
Seit der Eröffnung der Bundesautobahn 17 zwischen dem Dreieck Dresden-West und der Anschlussstelle Dresden-Gorbitz wird der Hammerbach als Entwässerungskanal für die Fahrbahn benutzt. Damit ging auch eine deutliche Erhöhung des Wasserspiegels bei Unwetter einher.